# Gemeinde Rečica ob Savinji
Rečica ob Savinji (deutsch: Rietz) ist eine Gemeinde in der Region Oberes Savinja-Tal in der Spodnja Štajerska (Untersteiermark) in Slowenien. Rečica ob Savinji liegt am Rečicafluss, von dem auch der Name der Siedlung abgeleitet wurde.

## Ortsteile der Gesamtgemeinde
- Dol-Suha (dt.: Thal-Zauch)
- Grušovlje (dt.: Fischern)
- Homec (dt.: Hometz)
- Nizka (dt.: Mühldorf)
- Poljane  (dt.: Au)
- Rečica ob Savinji (dt.: Rietz)
- Spodnja Rečica (dt.: Unterbach)
- Spodnje Pobrežje (dt.: Unter-Pobresche)
- Šentjanž (dt.: Sankt Johann)
- Trnovec (dt.: Ternowetz)
- Varpolje (dt.: Ärendorf)
- Zgornje Pobrežje (dt.: Ober-Pobresche)

## Nachbargemeinden
| Ljubno      | Mozirje                                     | Mozirje |
| Ljubno      | Kompassrose, die auf Nachbargemeinden zeigt | Nazarje |
| Gornji Grad | Nazarje                                     | Nazarje |

## Geschichte
Erstmals erwähnt wurde der Ort 1231. Im 14. Jahrhundert erhielt die Siedlung das Marktrecht. Im Ort steht noch der Pranger aus dem Mittelalter. Rečica ob Savinji gehörte bis 2006 zur Gemeinde Mozirje. Seither ist sie eine eigenständige Gemeinde.

## Sehenswürdigkeiten

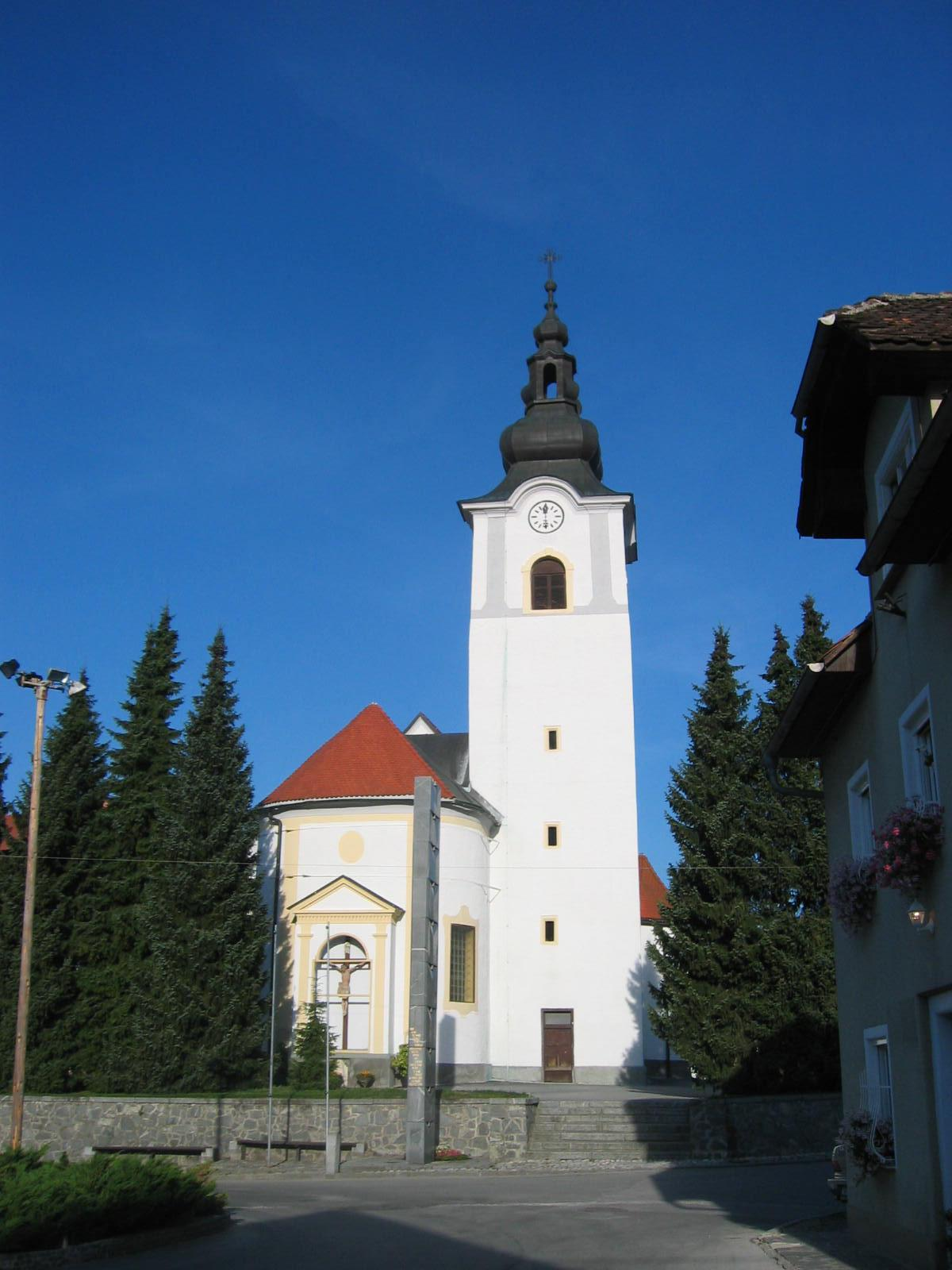
Sankt Kanzian Kirche in Rečica ob Savinji

- Kirche des heiligen Kanzian im Hauptort Rečica ob Savinji. Die 1799 bei einem Brand niedergebrannte Kirche wurde 1804 wieder aufgebaut.